# バーディー・コヤマ
バーディー コヤマは、愛知県出身の奇術師。（表題はバーディー・コヤマとなっているが正式にはバーディーとコヤマの間に「・」は入らない（本人から聴取）
1969年、プロマジシャンとして東京にてデビュー。1978年、札幌市に活動拠点を移し国内外のステージで活躍中。
アメリカ、イタリア、ドイツ、中国、台湾、タイなどで開催される国際大会にもゲストマジシャンとして出演するなど、その洗練されたテクニックと日本人離れした風貌*マジックのセンスは世界的に評価されている。
その風貌から「スコットランド・ダンディー」「日本一燕尾服とマントの似合うマジシャン」と称されている。
現在は新潟県に拠点を移し活動中、新潟に拠点を移す際に開いたシティーホテルでの『送迎会』の会場で『私には弟子は1人もいない』と公言し、一門弟子と称されていたマジシャンの存在を全否定した。

## 出演
- テレビ朝日    超魔力シリーズ Part1～Part4
- TBS      驚異！これがスーパーサイキックだ
- NHK      NHK昼のプレゼント他
- TBS      TBSお笑い18番
- 東京12チャンネル 世界ビックリアワー
- 北海道放送   パック2レギュラー出演
- 札幌テレビ放送  2時ワイドハイ大沢です！レギュラー

他多数出演

### ビデオリリース
- スーパーサイキックマジック（HBC映画社）
- カードマジックレクチャービデオ・DVD 1～5
- コインマジックレクチャービデオ
- サロン・ステージマジック
- レクチャービデオシリーズ各種

- 2002年社団法人日本奇術協会ベストマジシャンとして日本橋劇場に出演
- 2002年ワールドマジックシンポジウムを札幌で開催
- ソサエティー・オブ・アメリカンマジシャンズ（英語版） 第11代日本支部会長
- 社団法人日本奇術協会正会員
- NHK文化教室講師
- MPMCマジックパークメンバーズクラブ主宰
- 第1回　北海道マジックコンベンション主催(2012年5月)
- 第2回　北海道マジックコンベンション主催(2013年4月)
- 第3回　北海道マジックコンベンション主催(2014年4月6日)